# Indoreonectes evezardi
Indoreonectes evezardi is een vissensoort uit de familie Steenkruipers (Balitoridae), orde Cypriniformes. Het is de enige soort in het monotypische geslacht Indoreonectes. De vis leeft alleen nog in de Indiase deelstaat Madhya Pradesh. Hij wordt maximaal 3,8 cm lang. De vis zwemt in zoetwater en is niet van belang voor de visserij.